# Темпл, Ширли
Ширли Джейн Темпл, также Шерли Темпл (англ. Shirley Jane Temple; 23 апреля 1928 — 10 февраля 2014) — американская актриса, певица, политик. Стала первым в истории кино ребёнком-актёром, получившим в 1934 году «Молодёжную награду Академии» (самая молодая актриса, получившая «Оскар»). Наиболее известна по своим детским ролям в 1930-х годах. Ширли Темпл стала одной из самых высокооплачиваемых актрис США во время Великой депрессии. После завершения актёрской карьеры она занялась политикой, став видным американским дипломатом и послом.
Американский институт киноискусства поставил её на 18-е место в списке 100 величайших звёзд кино за 100 лет. Современные киноведы считают Темпл самой популярной актрисой детского возраста всех времён. Завершила актёрскую карьеру в начале 1960-х годов, после чего работала в ООН, послом в Гане и Чехословакии и руководителем протокола США; в конце жизни проживала в небольшом калифорнийском городе Вудсайд.

## Ранние годы

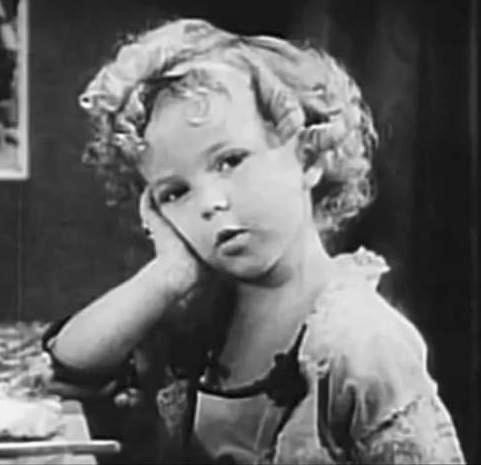
Темпл в короткометражке «Glad Rags to Riches» (1933)

Темпл родилась 23 апреля 1928 года в Санта-Монике в Калифорнии в семье домохозяйки Гертруды Амелии Темпл (урождённой Крайгер) (15 июля 1893 — 1 января 1977) и банковского служащего Джорджа Френсиса Темпла — старшего (21 мая 1888 — 4 июня 1980). Родители поженились, когда матери было 20, а отцу — 25 лет. Семья Темпл имела голландские, немецкие и английские корни. У Ширли были два старших брата — Джон Стэнли (3 января 1915 — 24 декабря 1985) и Джордж Френсис-младший (24 января 1919 — 27 мая 1996). Гертруда рано заметила у дочери актёрские, певческие и танцевальные способности, и в сентябре 1931 года трёхлетняя Темпл поступила в танцевальную школу Мэглин Киддиз в Лос-Анджелесе.
Примерно в этот же период Гертруда начала завивать волосы Ширли в локоны, подражая актрисе немого кино Мэри Пикфорд, которые в итоге в будущем стали её визитной карточкой и в то же время породили миф, согласно которому девочка якобы носит парик. Из-за этого в будущем Ширли нередко подвергалась нападению поклонников, которые дёргали её за волосы, пытаясь проверить, действительно это парик или нет. Сама Темпл спустя много лет призналась, что дорого дала бы за то, чтобы действительно носить реальный парик. Как она вспоминала, каждый вечер ей перед сном изнурительно и долго завивали волосы, которые раз в неделю полоскали щиплющим глаза уксусом. Гертруда тогда же объясняла дочери, почему все стремятся потрогать её, так: «Люди любят котят, кроликов и маленьких птичек. Ты — котёнок».
В январе 1932 года агенты с киностудии «Educational Pictures» пришли в школу и обратили внимание на Темпл, после чего заключили с ней контракт. Её первыми работами были реклама и небольшие короткометражки в киносериале «Baby Burlesks». В 1934 году Ширли была «одолжена» компании «Tower Productions», где она сыграла в её первом полнометражном художественном фильме «Red-Haired Alibi». Затем её начали «одалживать» студиям «Universal», «Paramount» и «Warner Bros.», в чьих фильмах она всё так же играла эпизодические роли.

## Кинокарьера

### «Fox films»
В 1933 году «Educational» обанкротилась, и в феврале 1934 года Темпл заключила новый контракт с «Fox Film Corporation», где в апреле того же года был выпущен фильм с её участием «Вставай и пой!», который и стал экономическим прорывом Темпл. «Fox» быстро оценила актёрский потенциал и очарование девочки, и поэтому зарплата Ширли с того момента составляла 1250 долларов в неделю, а Гертруда, будучи личным тренером и парикмахером дочери, получала 150 долларов. В дальнейшем она стала чуть ли не её менеджером, и были известны случаи, когда Гертруда требовала от режиссёров урезать роли других актёров (если ей казалось, что они перетянут на себя внимание с Ширли) или же оспаривала сценарии (когда ей казалось, что её дочь играет неподобающих её амплуа персонажей). В июне того же года уже «Paramount» выпустил второй кассовый успех Темпл — «Маленькая мисс Маркер».

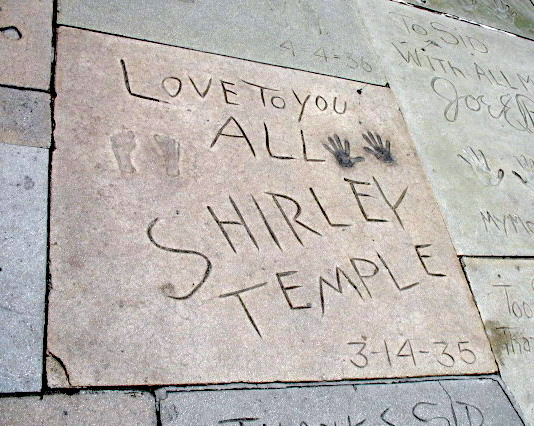
Отпечатки Ширли Темпл на асфальте возле китайского театра Граумана

В декабре 1934 года вышел фильм «Сияющие глазки», который стал первым фильмом в карьере Темпл, где её имя на афише было крупно написано над названием. Его сюжет был подогнан специально под Темпл и её способности к танцу и пению. Именно этот фильм принёс Темпл большую популярность, а исполненная ею в самом фильме песня «On the Good Ship Lollipop» разошлась в 500 тыс. копий. Успех «Сияющих глазок» задал Голливуду окончательную установку на типажи будущих ролей Ширли: симпатичная беспризорница, сирота или полусирота, чьё очарование заставляет смягчиться грубых взрослых.
В феврале 1935 года Темпл стала первым ребёнком-актёром, получившим так называемый «молодёжный» Оскар за свои кинозаслуги, а спустя месяц, 14 марта, она оставила отпечатки своих рук и ног на асфальте возле китайского театра Граумана. Последнее было косвенно связано с другим мифом в отношении персоны Темпл: обычно актёры, оставляя отпечатки ног, не разувались, но Темпл как раз именно разулась для этого, что было вызвано следующей причиной: ни в одном из её фильмов того периода нельзя увидеть, что у Темпл во рту есть дырки от выпавших молочных зубов, что в итоге создало миф (который был очень популярен в предвоенной Европе) о том, что Темпл не маленькая девочка, а взрослая лилипутка. В реальности же в период сотрудничества с «Fox» Темпл постоянно теряла молочные зубы, которые для съёмок заменялись протезами. В тот день, 14 марта 1935 году, у 6-летней Темпл как раз отсутствовал один из передних зубов, из-за чего она не могла улыбнуться и, оставляя свои отпечатки, решила разуться, посчитав, что это отвлечёт внимание журналистов и фотографов от её лица. В свою очередь, существовал другой миф, гласящий, что у Темпл коренные зубы, которые были специально подпилены, чтобы выглядеть как молочные.

### «Twentieth Century Fox»
После того как «Fox Films» в 1933 году объединилась с «Twentieth Century Pictures», глава новообразованной студии «Twentieth Century Fox» Дэррил Занук сосредоточил всё внимание, ресурсы и возможности студии на культивировании у Темпл статуса суперзвезды. Была создана специальная группа, состоящая из 19 сценаристов, которые написали специально для Ширли 11 оригинальных сценариев и несколько сценарных адаптаций классики. Специально для Темпл на территории студии построили четырёхкомнатное бунгало с расписанными под фрески стенами в гостиной; рядом с домиком зеленела лужайка с качелями. Друг детства Занука Джон Гриффит стал личным телохранителем Темпл. С юной актрисой заключили немного обновлённый контракт, в котором «скорректировали» ей год рождения (исправив с 1928-го на 1929-й), чтобы уменьшить возраст девочки на год и дать возможность чуть подольше поснимать её в детских ролях.

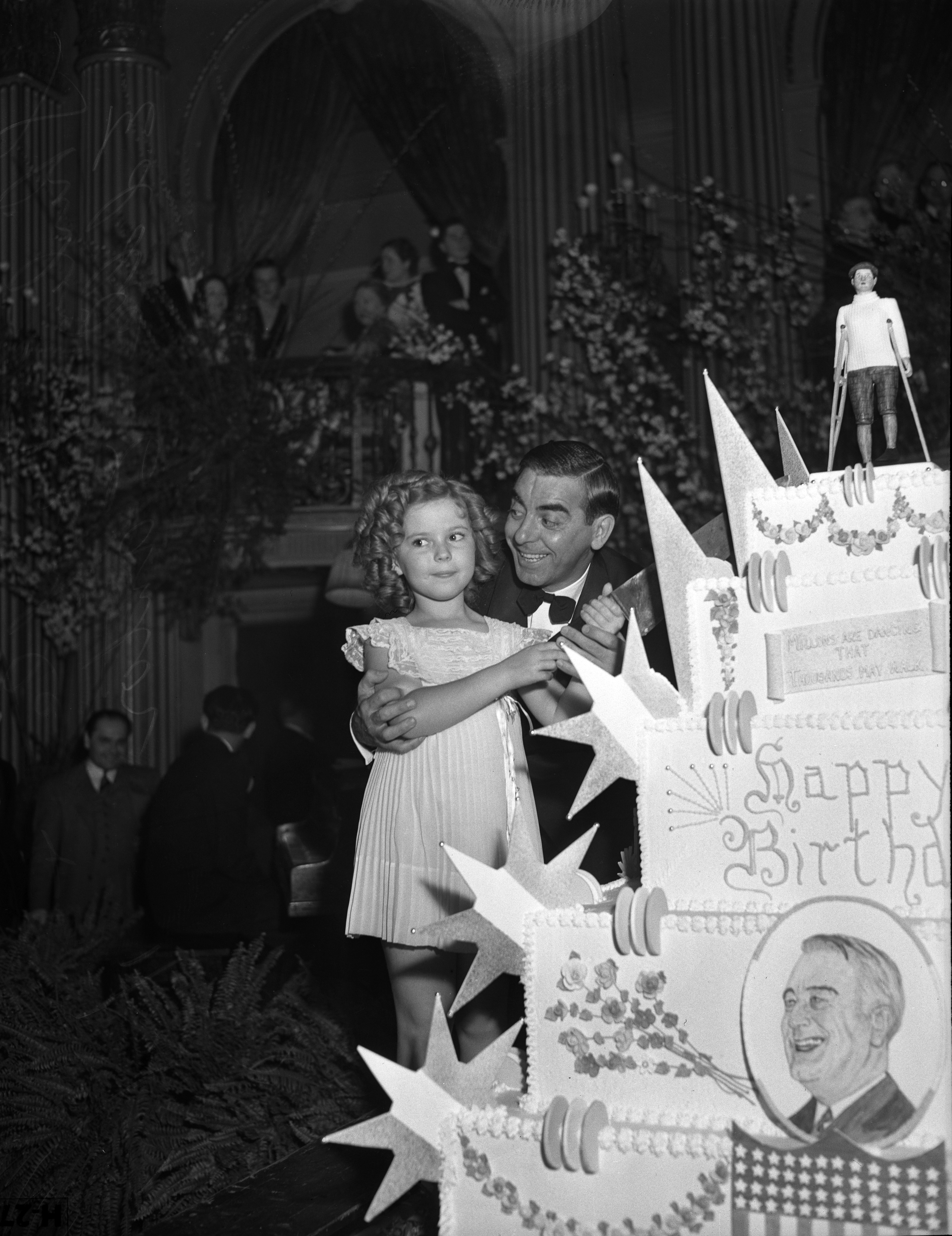
Ширли Темпл и актёр Эдди Кантор режут праздничный торт на 55-летии Франклина Рузвельта, 30 января 1937 года

Рекламная кампания вокруг Темпл шла с большим размахом. «Fox» в многочисленных пресс-релизах неоднократно «приукрашивали» её личность, утверждая, что с девочкой не работают педагоги и поэтому её способности танца и актёрской игры исключительно «от природы» (где-то в то же время Темпл две недели проучилась в школе танцев Элизы Райан, чтобы разучить стилизованные танцы «бак-энд-уинг»).    
Поскольку взлёт кинокарьеры Ширли пришёлся на годы Великой депрессии, фильмы, в которых она снималась, задумывались, по сути, с расчётом дать американцам всех классов возможность отвлечься от суровой действительности: при просмотре кинокартин с её участием зрители могли на время расслабиться и забыть о жизненных проблемах. Франклин Рузвельт в те годы лично рекомендовал для просмотра её фильмы, которые имели кассовый успех, хотя были низкобюджетными даже для тех времён (200 или 300 тысяч долларов), а роли Темпл были в основном однотипны: её героини были этакими ангелоподобными девочками, которые помогали сойтись живущим раздельно родителям или мирили молодых влюблённых. Сами героини, как уже сказано выше, в большинстве случаев росли в неполной семье — без отца или без матери, — а то и вовсе были беспризорницами. Однако, как и у многих детей, у Темпл по мере её взросления и приближения подросткового возраста ангельская внешность постепенно сходила на нет, из-за чего одновременно менялось и её амплуа: младенческая невинность в ролях мало-помалу уступала место мальчишескому озорному характеру.

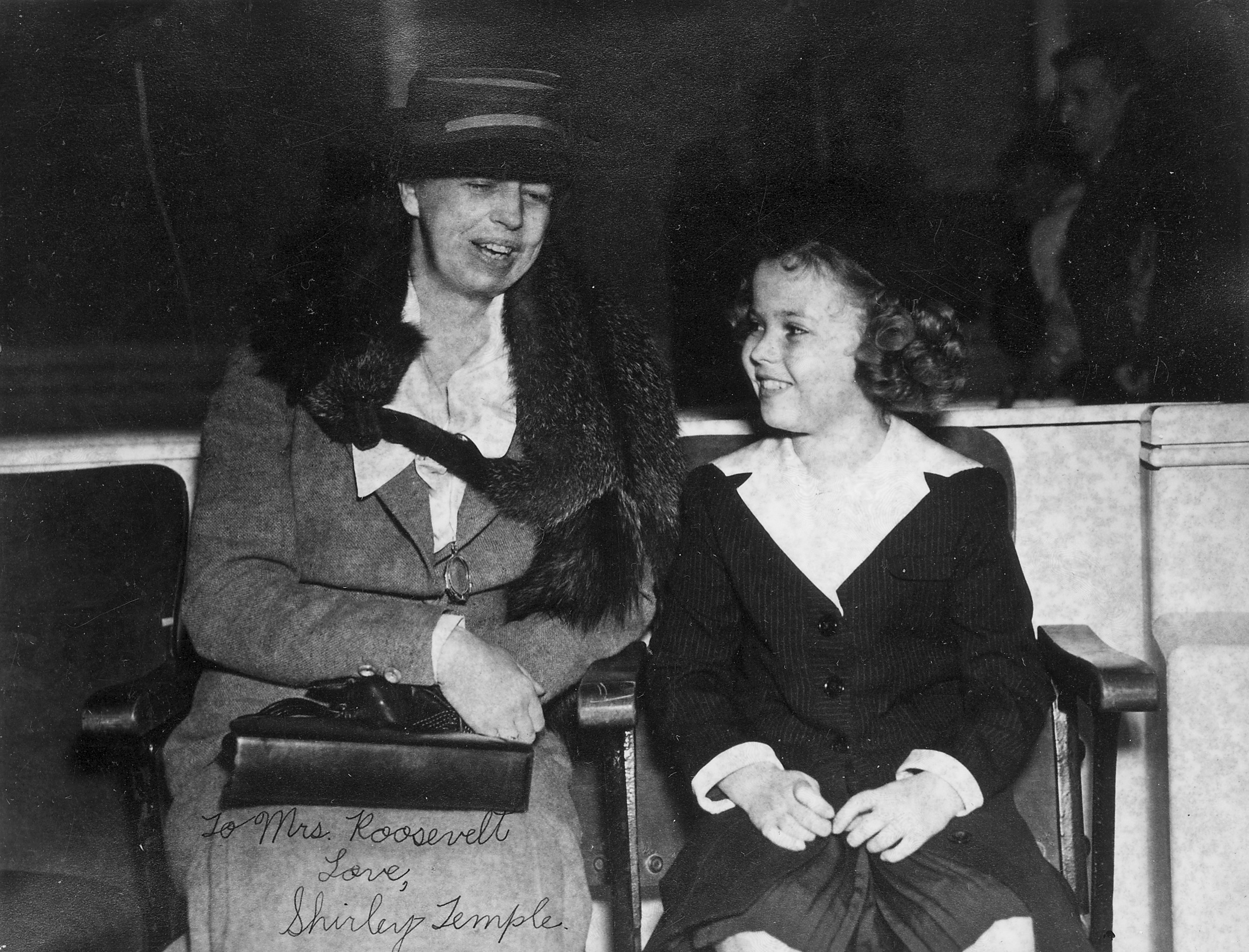
Ширли Темпл с Первой Леди Элеонорой Рузвельт, июль 1938 года

Популярность Темпл способствовала и выпуску побочной продукции. Так, с 1934 по 1941 год компания по производству игрушек «Айдиал-Той» выпускала куклы, изображающие её героиню в фильме «Вставай и пой!», и выручка от продажи целой серии за этот период в итоге составила 45 миллионов долларов. Под рекламой Темпл выпускались целая линия одежды и аксессуаров для девочек (популярность Темпл оказала большое влияние на детскую моду для девочек в возрасте до 12 лет и её популяризацию), ноты, посуда, зеркала, закладки и многое другое. К концу 1935 года доход Темпл от авторских отчислений за рекламу превысил 100 тысяч долларов, что было вдвое больше её гонораров за съёмки в кино, а в 1936 году рекламный доход Темпл превысил 200 тысяч долларов.
В 1935 году Гертруда и Джордж, по просьбе Занука, согласились заключить новый контракт, по которому студия обязалась выпускать по четыре фильма в год с участием их дочери. Родители Темпл хотели только три фильма в год, но всё же заключили контракт, так как он, для того чтобы «подсластить» сделку, был закреплён рядом различных бонусов. Сам же Занук стал увеличивать бюджеты фильмов Темпл, а её партнёрами по площадке зачастую становились актёры из категории А. Её фильмы были самыми кассовыми, хотя по достоинству их оценила только американская критика.
В мае 1938 года организация «Ассоциация владельцев независимых театров» заплатила «The Hollywood Reporter» за рекламу, чтобы та включила Темпл в прилагаемый к рекламе список актёров, заслуженно получающих большие гонорары (между тем про таких актрис, как Кэтрин Хепбёрн и Джоан Кроуфорд, в этой рекламе было сказано, что «их кассовые сборы — ноль»).

### Закат карьеры

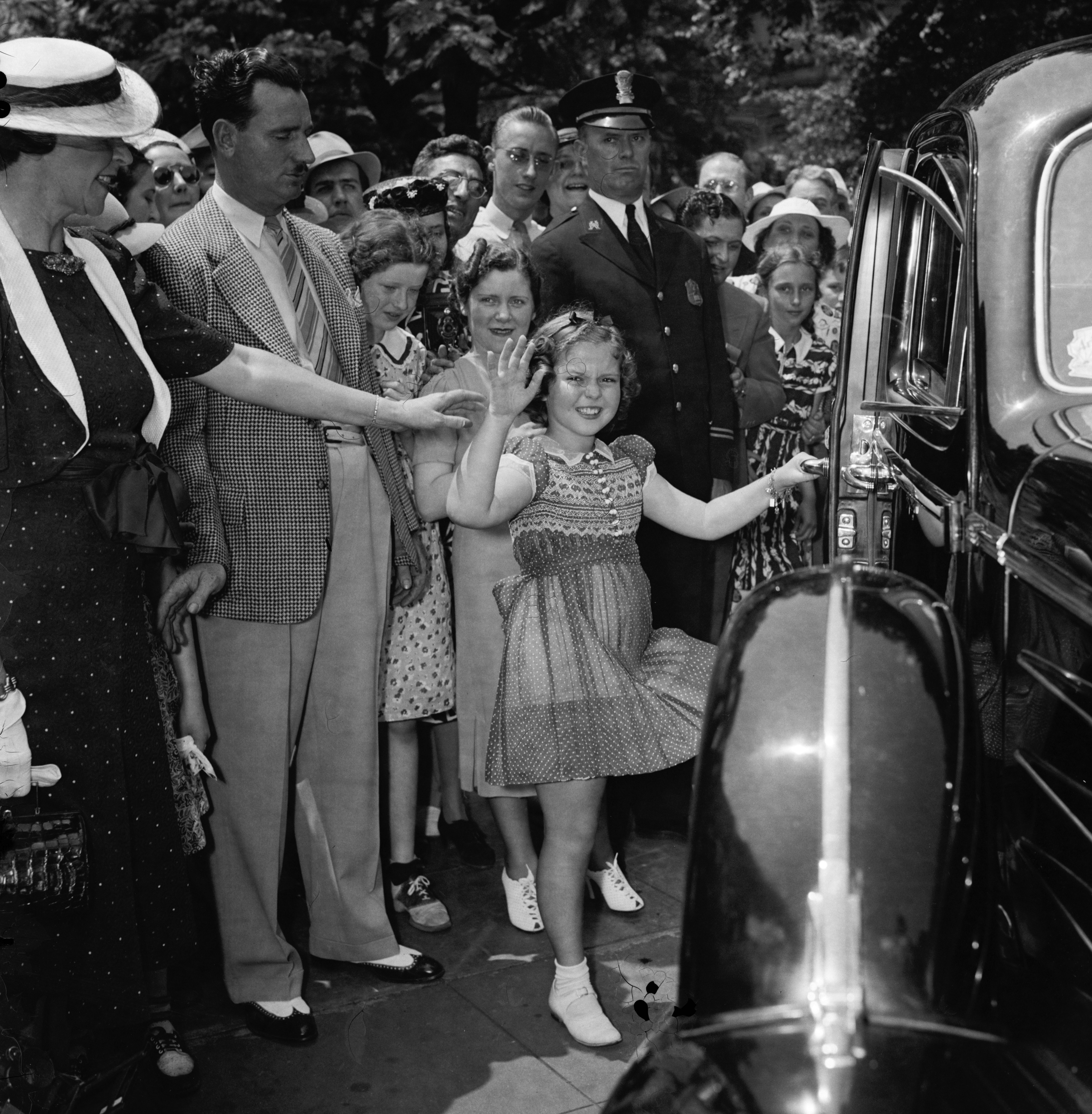
Темпл покидает Белый дом во время её поездки в Вашингтон, 24 июня 1938 года

Проблемы в кинокарьере Ширли начались в тот же 1938 год, когда были выпущены три фильма с её участием: «Ребекка с фермы Саннибрук» (это был первый фильм в котором Темпл снялась без своих знаменитых локонов), «Маленькая мисс Бродвей» и «За углом». Последние два были нелестно оценены критикой, а «За углом» стал первым фильмом в карьере Темпл, который показал низкие продажи билетов. Тем не менее Ширли продолжала занимать первое место среди кассовых фаворитов студии и неудачу с упомянутыми выше фильмами удалось компенсировать на следующий год, когда вышла «Маленькая Принцесса» (1939), которая была положительно оценена критикой и собрала приличную кассу. Между тем Занук, чувствуя, что очень скоро Ширли перейдёт из детских ролей в подростковые (на которых студия не сможет сделать приличных денег), не позволил ей сниматься в роли Дороти в «Волшебнике страны Оз» (по другой версии Ширли потеряла эту роль, потому что не умела профессионально петь и, к тому же, была актрисой студии «FOX», а фильм снимался студией «MGM») и вместо этого снял её в другом фильме — «Сюзанна с гор» (1939), который стал последним фильмом в её карьере, собравшим более или менее неплохую кассу на имени Ширли. Между тем сам фильм вышел блёклым и невзрачным, из-за чего Темпл среди кассовых фаворитов студии, в отличие от 1938 года, в 1939 году оказалась на пятом месте.

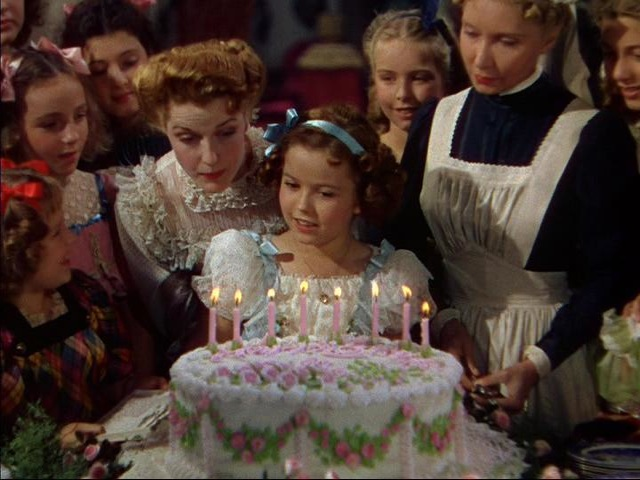
Ширли Темпл в фильме «Маленькая Принцесса» (1939), который стал первым в её карьере цветным фильмом

В тот же год Сальвадор Дали написал картину «Ширли Темпл — самый молодой и самый священный монстр кино своего времени». Картина представляет собой коллаж, на котором Ширли изображена в виде сфинкса: её вырезанная с газетной фотографии голова приделана к туловищу красного льва, вокруг которого разбросаны человеческие кости, а на голове сидит летучая мышь. Картина была описана как сатира на сексуализацию детей-кинозвёзд Голливуда. Примечательно, что за два года до этого британский кинокритик Грэм Грин в пух и прах разнёс фильм Темпл «Крошка Вилли Винки» (1937), отметив что она ведёт себя там слишком взросло для 9-летней девочки.
Наконец в 1940 году вышли фильмы «Синяя птица» и «Молодые люди», которые с треском провалились в прокате. Причём первому фильму (хотя он получил две номинации на Оскар), который Занук решил снять под впечатлением от того же «Волшебника страны Оз», посчитав, что футуристическая сказка будет популярна у зрителей, досталось сильнее: это был первый фильм, где персонаж Темпл — девочка Митиль — имела ярко выраженные эгоистичные черты, хотя к концу фильма она, извлекая для себя уроки, исправлялась и становилась положительной. Зрителям такая роль Темпл, чьи персонажи в предыдущих фильмах имели лишь положительные черты (хотя и они изредка извлекали жизненные уроки), пришлась откровенно не по душе, а свою лепту внесла и надвигающаяся Вторая мировая война. 
Поскольку Темпл больше не была кассовой звездой студии, то её родители, выкупив оставшуюся часть контракта, отправили Ширли в Уэстлейкскую женскую школу в Лос-Анджелесе, куда она сразу поступила в 7-й класс. Сама Темпл спустя годы рассказывала, что ей трудно было адаптироваться к учёбе в школе и обществу сверстников, так как большую часть своего детства она провела в обществе взрослых, а образование получала у частных учителей, но её одноклассница Джун Локхарт утверждала, что Темпл очень быстро адаптировалась и, как казалось самой Локхарт, даже наслаждалась своим прибыванием там, а другие ученицы не относились к ней «как-то по-другому». Студийное бунгало Темпл было разобрано и переделано в офисный комплекс.
В 1988 году Темпл заявила в интервью Ларри Кингу, что в период работы с «FOX» она заработала в общей сложности 3 миллиона долларов, но, став совершеннолетней, обнаружила, что от этой суммы осталось только примерно 45 тысяч долларов.

### Последние фильмы

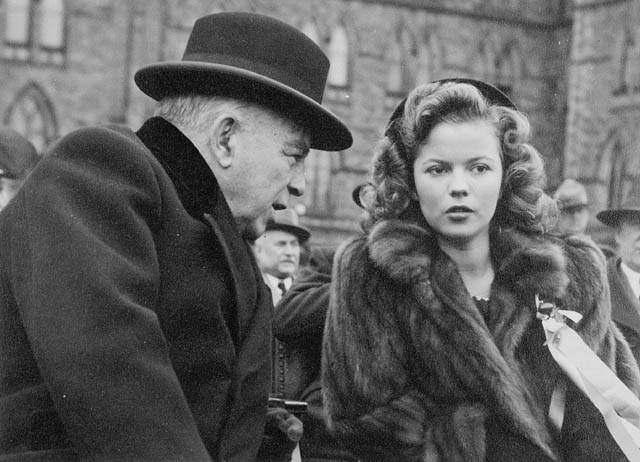
Темпл на церемонии по сбору денег для канадских сберегательных облигаций в Оттаве, слева — премьер-министр Канады Уильям Кинг, 21 октября 1944 года

В последующий 1941 год Ширли почти не снималась, но приняла весьма активное участие в нескольких радиопостановках мыльных опер. Затем с ней заключила контракт «MGM», намереваясь задействовать её в серии фильмов про Энди Харди, где её партнёрами должны были стать Микки Руни и Джуди Гарленд, но эту идею затем отвергли. В 1988 году в Шоу Ларри Кинга и своей автобиографии Темпл заявила, что причиной тому был неприятный скандал с главой «MGM» Артуром Фридом — когда тот пригласил Темпл к себе в кабинет на первое прослушивание, то в какой-то момент он встал перед ней, расстегнул ширинку и обнажил свои гениталии. 12-летняя Темпл, по её воспоминаниям, в ответ на это издала нервное хихиканье, после чего Фрид выгнал её из кабинета. Затем Темпл, Гарленд и Руни решили использовать в фильме «Юнцы на Бродвее» (1941), однако «MGM» чувствовала, что дуэт Гарленд-Руни отодвинет Темпл далеко на задний план (их дуэт к тому моменту был широко известен зрителям по всё той же серии фильмов про Энди Харди) и поэтому её заменили на Вирджинию Уайдлер. В итоге единственным фильмом Темпл для «MGM» стал «Кэтлин» (1941), в котором она сыграла несчастливую девочку-подростка, страдающую от нехватки внимания её отца. Несмотря на то, что персонаж Темпл мало отличался от ролей на пике её карьеры, «Кэтлин» не возымел никакого успеха и контракт Темпл с «MGM» был расторгнут по обоюдному согласию. На следующий год Темпл предприняла новую попытку возвращения на киноэкран и, заключив контракт с «United Artists», снялась в фильме «Мисс Энни Руни» (1942), который стал в её карьере первым фильмом, где она поцеловалась (ей к тому моменту было уже 14). Он тоже оказался провальным (Темпл сама признала это). После этого Темпл на целых два года ушла из кино, сосредоточившись на школьной жизни.
В 1944 году Дэвид Селзник заключил с Ширли персональный четырёхлетний контракт. В тот же год вышли два военных кинохита с её участием: «С тех пор как вы ушли» и «Увидимся». Однако Селзник через какое-то время увлёкся раскруткой Дженнифер Джонс,с которой у него тогда начался роман, вследствие чего он потерял интерес к развитию кинокарьеры Темпл и «одолжил» её другим студиям, где она снялась в фильмах «Поцелуй и скажи» (1945), «Холостяк и девчонка» (1947, это был первый фильм, где её персонаж пил алкоголь) и «Форт Апачи» (1948). Эти кинокартины стали единственными успешными фильмами в её кинокарьере того периода, но героини Темпл уже не были главными в сюжете. Дальше, согласно биографу Роберту Уайндлеру, карьера Темпл пошла на спад. Ей стали предлагать роли категории B: персонажи фильмов были однотипными и не оказывали значимого влияния на сюжет. Кинокарьера Ширли оказалась в опасном положении и Селзник предложил ей переехать за границу, где, поменяв имя, она могла бы попытаться заново начать кинокарьеру, но уже как актриса взрослых ролей. После неудачного прослушивания для бродвейской постановки «Питера Пэна» в августе 1950 года Темпл признала провальность своих последних фильмов и 16 декабря официально заявила, что завершает свою карьеру в кино. Её самым последним фильмом стал выпущенный в 1949 году «Поцелуй для Корлисс».

### Избранная фильмография
С 1932 по 1949 год Ширли Темпл снялась в 58 фильмах, 14 из которых были короткометражными.
- 1934 — Каролина[англ.] / Carolina — Джоан Коннелли (в титрах не указана)
- 1934 — Вставай и пой![англ.] / Stand Up and Cheer! — Ширли Дуган
- 1934 — Измена[англ.] / Change of Heart — девочка на аэроплане (в титрах не указана)
- 1934 — Маленькая мисс Маркер / Little Miss Marker — Марти Джейн
- 1934 — Браво, малышка![англ.] / Baby Take a Bow — Ширли Эллисон
- 1934 — Сейчас и навсегда[англ.] / Now and Forever — Пенелопа Дэй
- 1934 — Сияющие глазки[англ.] / Bright Eyes — Ширли Блейк
- 1935 — Маленький полковник[англ.] / The Little Colonel — Ллойд Шерман
- 1935 — Наша маленькая девочка[англ.] / Our Little Girl — Молли Миддлтон
- 1935 — Кудряшка[англ.] / Curly Top — Элизабет Блэр
- 1935 — Маленькая бунтарка[англ.] / The Littlest Rebel — Вирджиния Кэри
- 1936 — Капитан Январь[англ.] / Captain January — Хелен Мейсон
- 1936 — Бедная маленькая богатая девочка[англ.] / Poor Little Rich Girl — Барбара Берри
- 1936 — Ямочки[англ.] / Dimples — Сильвия Долорес Эпплби
- 1936 — Безбилетник[англ.] / Stowaway — Барбара Стюарт
- 1937 — Крошка Вилли Винки / Wee Willie Winkie — Присцилла Уильямс
- 1937 — Хейди[англ.] / Heidi — Хейди Крамер
- 1937 — Али-баба едет в город[англ.] / Ali Baba Goes to Town — камео (в титрах не указана)
- 1938 — Ребекка с фермы Саннибрук[англ.] / Rebecca of Sunnybrook Farm — Ребекка Уинстед
- 1938 — Маленькая Мисс Бродвей[англ.] / Little Miss Broadway — Бетси Браун Ши
- 1938 — За углом[англ.] / Just Around the Corner — Пенни Хейл
- 1939 — Маленькая принцесса[англ.] / The Little Princess — Сара Крю
- 1939 — Сюзанна с гор[англ.] / Susannah of the Mounties — Сюзанна Шелдон
- 1940 — Синяя птица[англ.] / The Blue Bird — Митил
- 1940 — Молодые люди[англ.] / Young People — Венди Баллантайн
- 1941 — Кэтлин[англ.] / Kathleen — Кэтлин Дэвис
- 1942 — Мисс Энни Руни[англ.] / Miss Annie Rooney — Энни Руни
- 1944 — С тех пор как вы ушли / Since You Went Away — Бриджет Хилтон
- 1944 — Увидимся[англ.] / I’ll Be Seeing You — Барбара Маршалл
- 1945 — Поцелуй и скажи[англ.] / Kiss and Tell — Корлисс Арчер
- 1947 — Медовый месяц[англ.] / Honeymoon — Барбара Олмстед
- 1947 — Холостяк и девчонка[англ.] / The Bachelor and the Bobby-Soxer — Сьюзан
- 1947 — Эта девушка из Хагена[англ.] / That Hagen Girl — Мэри Хаген
- 1948 — Форт Апачи / Fort Apache — Филадельфия Тёрсдей
- 1949 — Мистер Бельведер едет в колледж[англ.] / Mr. Belvedere Goes to College — Эллен Бейкер
- 1949 — Приключение в Балтиморе[англ.] / Adventure in Baltimore — Дина Шелдон
- 1949 — История Фаворита[англ.] / The Story of Seabiscuit — Маргарет О’Хара Ноулз

Телевидение
- 1958—1961 — Сборник рассказов Ширли Темпл[англ.] / Shirley Temple’s Storybook — разные роли (в 12 эпизодах)
- 1963 — Шоу Красного Скелета[англ.] / The Red Skelton Show — дебютантка (в 1 эпизоде)

## Телевидение

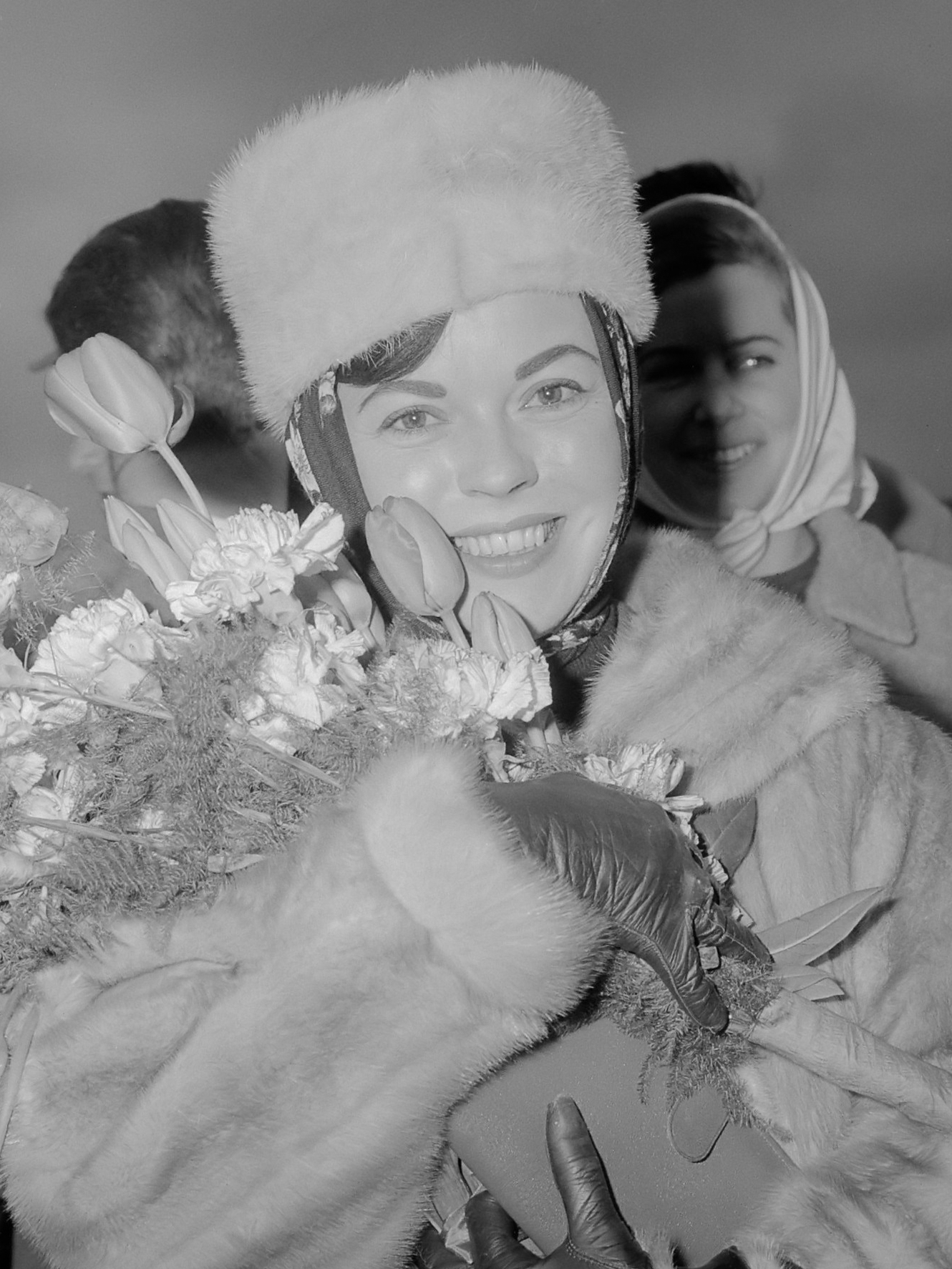
Ширли Темпл по прибытии в аэропорт Нидерландов Схипхол, 25 марта 1965 года

Спустя 8 лет Темпл, которая к тому моменту уже стала матерью, начала карьеру на телевидении, где на канале NBC c января по декабрь 1958 года выходило её шоу «Сборник рассказов Ширли Темпл», представляющее собой адаптацию популярных детских книг в виде телеспектаклей. Сама Темпл выступала в роли ведущей, рассказчицы и в трёх выпусках сыграла главные роли, а трое её детей снялись в сказке рождественского выпуска «Матушка гусыня». Шоу было очень популярно, однако столкнулось с некоторыми проблемами: оно испытывало недостаток в спецэффектах для инсценировки сказок, большинство актёров были дилетантами, а само шоу не имело постоянного времени для выхода в эфир. В сентябре 1960 года шоу было возобновлено (теперь его показывали в цвете, предыдущий сезон был чёрно-белым за исключением некоторых выпусков) под названием «Шоу Ширли Темпл», однако из-за жёсткой конкуренцией c «Мэвериком», «Лесси» и «Деннисом-мучителем» в сентябре 1961 года шоу было отменено.
В дальнейшем Темпл изредка появлялась в качестве гостьи в различных шоу.

## Политика
После ухода с телевидения Темпл стала активисткой Республиканской партии Калифорнии и в 1967 году попыталась баллотироваться как консерватор в Палату представителей США на освободившееся место, но проиграла либеральному республиканцу Питу Мак-Клоускей, который был ярым противником войны во Вьетнаме.
Тем не менее, президент Ричард Никсон на период с сентября по декабрь 1969 года назначил её представителем США на 24-й сессии Генеральной Ассамблеи ООН, а с 6 декабря 1974 года по 13 июля 1976 года она была назначена президентом Джеральдом Фордом послом США в Гане. С 1 июля 1976 года по 21 января 1977 года Темпл была первой женщиной — руководителем протокола США и отвечала за ряд мероприятий на инаугурации президента Джимми Картера. С 23 августа 1989 по 12 июля 1992 года она была послом США в Чехословакии (назначена президентом Джорджем Бушем-старшим).
Темпл имела антикоммунистические взгляды, осуждала вторжение в Чехословакию в 1968 году и, будучи там послом, приветствовала падение Железного занавеса.

## Рак
Осенью 1972 года у Ширли был диагностирован рак молочной железы, который был удачно прооперирован с применением мастэктомии. Спустя год Темпл открыто заявила об этом в ряде СМИ, став, таким образом, одной из первых выдающихся женщин, которые открыто признались, что у них был рак груди.

## Личная жизнь
В 1943 году 15-летняя Темпл встретила Джона Джорджа Агара (31 января 1921 — 7 апреля 2002), сержанта армейского авиационного корпуса и преподавателя физической подготовки. 19 сентября 1945 года, когда Ширли было 17 лет, они обвенчались в присутствии 500 гостей на епископальной церемонии в Методистской церкви Уилшир (оба брата Темпл выступили на её свадьбе шаферами). 30 января 1948 у них родилась дочь — Линда Сьюзен. Агар затем стал профессиональным актёром и пара вместе снялась в двух фильмах: «Форт Апачи» (1948) и «Приключение в Балтиморе». Однако брак оказался непрочным и 5 декабря 1949 они развелись. При разводе Ширли получила опеку над их дочерью и восстановила свою девичью фамилию. Развод завершился 5 декабря 1950 года.
В январе 1950 года Темпл встретила богатого морского офицера разведки США Чарльза Олдена Блэка (6 марта 1919 — 4 августа 2005). Они поженились 16 декабря 1950 года в доме его родителей в Дель-Монте (штат Калифорния) в присутствии небольшого числа родственников и друзей. 28 апреля 1952 года у них родился сын Чарльз Олден Блэк-младший, а 9 апреля 1954 года — дочь Лори. Ширли и Чарльз прожили вместе вплоть до его смерти 4 августа 2005 года от заболевания костного мозга.

## Смерть
Ширли Темпл умерла 10 февраля 2014 года в возрасте 85 лет в своём доме в калифорнийском городе Вудсайд в окружении семьи. Хотя её семья заявила, что Темпл умерла от естественных причин, в свидетельстве о смерти, опубликованном 3 марта 2014 года, причина её смерти была указана как хроническая обструктивная болезнь лёгких: Темпл была заядлой курильщицей, но всегда старалась не показывать эту привычку на публике, чтобы не подавать плохой пример своим поклонникам и детям. На момент смерти у Темпл, помимо трёх детей, была одна внучка Тереза и две правнучки, Лили и Эмма. Её тело было кремировано, прах отдан семье и позже захоронен на кладбище Альта-Меса.

## Награды
- Оскар 1934 — «Молодёжная награда Академии»

## Источник
1. 1 2  Shirley Temple // filmportal.de — 2005.
2. ↑  Shirley Temple // Brockhaus Enzyklopädie (нем.)
3. ↑  Kasson J. F. Shirley Temple Black // Black, Shirley Temple (23 April 1928–10 February 2014) (англ.) // American National Biography Online / S. Ware — New York City: Oxford University Press, 2017. — ISSN 1470-6229 — doi:10.1093/ANB/9780198606697.ARTICLE.1803898
4. ↑  Evidence zájmových osob StB
5. ↑  Темпл // Кино : Энциклопедический словарь / гл. ред. С. И. Юткевич; Редкол. Ю. С. Афанасьев, В. Е. Баскаков, И. В. Вайсфельд [и др.]. — М. : Советская энциклопедия, 1987. — С. 420.
6. ↑  Ширли Темпл: В мире больших людей. Журнал «Сеанс» (англ.). Архивировано 16 августа 2018. Дата обращения: 16 августа 2018.
7. ↑  Shirley Temple, former Hollywood child star, dies at 85. Reuters News. 11 февраля 2014. Дата обращения: 11 февраля 2014.
8. ↑  Chris Dicker. Shirley Temple Biography: The ‘Perfect Life’ of the Child Star Shirley Temple During the Great Depression. — Chris Dicker. — 18 с.
9. ↑  Obituary: Shirley Temple. BBC News. 11 февраля 2014. Архивировано 21 января 2015. Дата обращения: 6 декабря 2022.